# سوني (سردينيا)
سوني، (بالإنجليزية: Suni)‏، هي بلدية، في مقاطعة أوريستانو، في إقليم سردينيا الإيطالي، وتقع على بعد حوالي 130 كم (81 ميل) شمال غرب كالياري، وحوالي 45 كم (28 ميل) شمال أوريستانو. اعتبارا من 31 ديسمبر 2010 ، كان عدد سكانها 1131 وتبلغ مساحتها 47.4 كيلومتر مربع (18.3 ميل مربع).

## السكان
في سنة 1861 بلغ عدد السكان 1٬016 نسمة، وتطور العدد ليصل في سنة 2011 لـ 1٬130 نسمة.
يظهر هذا المخطط البياني تطور النمو السكاني لـ سوني (سردينيا)